# Damaliscus lunatus superstes
Damaliscus lunatus superstes  is een zoogdier uit de familie van de holhoornigen (Bovidae). De wetenschappelijke naam van de soort werd voor het eerst geldig gepubliceerd door Cotterill in 2003.

## Voorkomen
De soort komt voor in het noordoosten van Zambia.